# ハワー・マハル
座標: 北緯26度55分26秒 東経75度49分36.5秒 / 北緯26.92389度 東経75.826806度

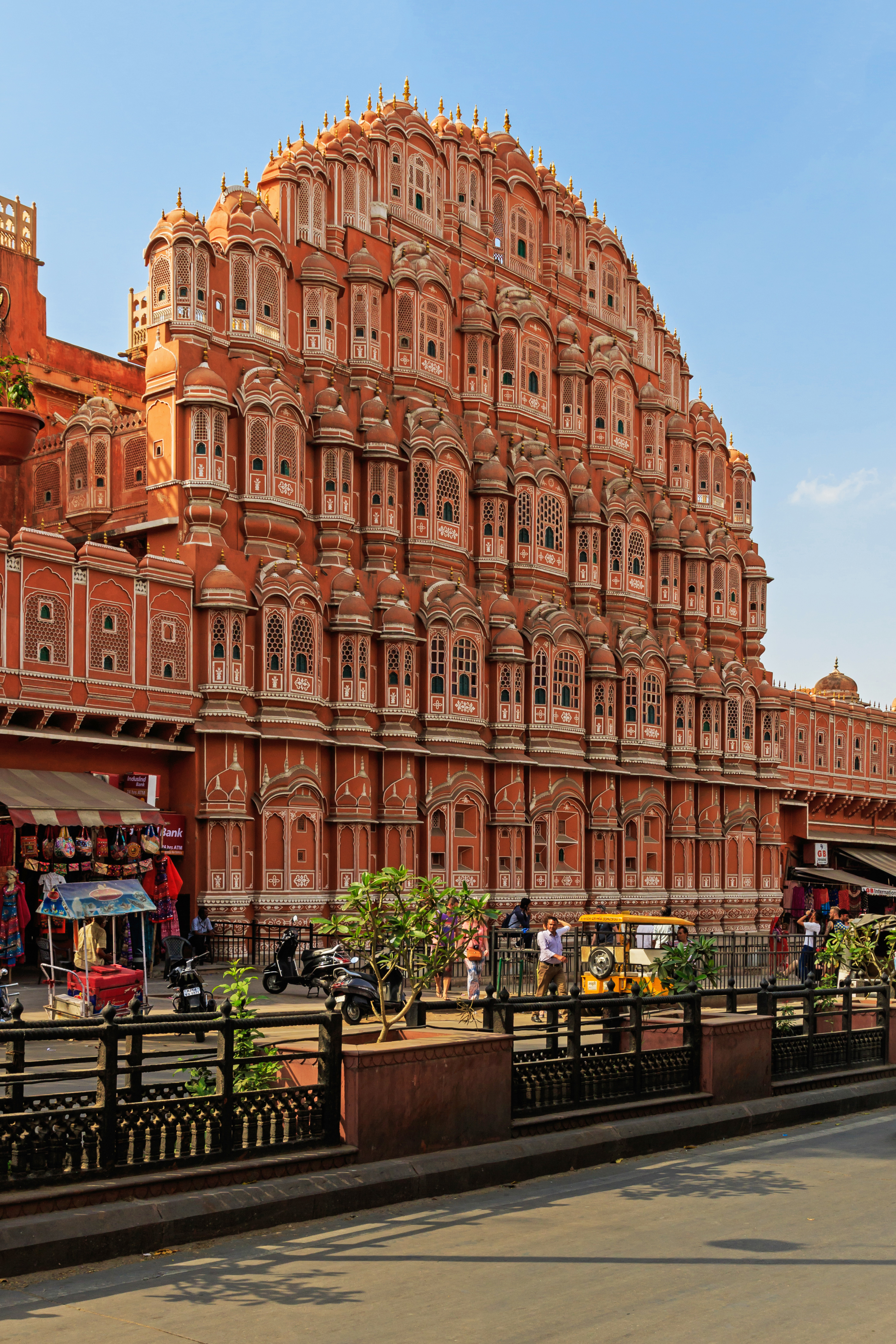
ハワー・マハル

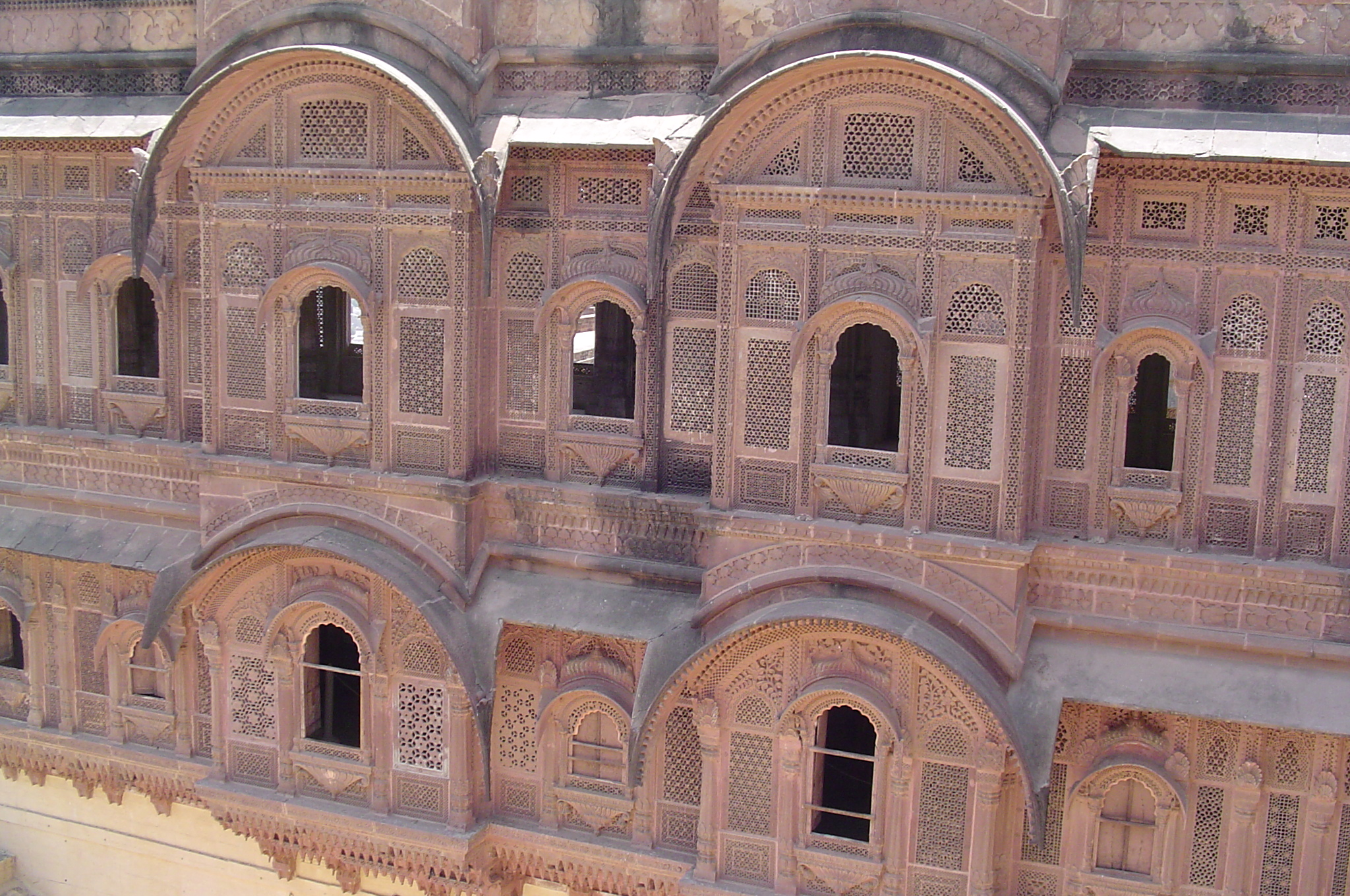
ハワー・マハル

ハワー・マハル（ヒンディー語：हवा महल、英語：Hawa Mahal、別名「風の宮殿」）は、インド・ラージャスターン州の州都ジャイプル、ピンク・シティと呼ばれる街区の一角にある宮殿史蹟。隣接する世界文化遺産である天文台史蹟「ジャンタル・マンタル」とともに、ジャイプル市内での観光地となっている。

## 概要
1799年、この街を治めていたラージプートの王サワーイー・プラタープ・シングによって建てられた。ハワー・マハルはシティ・パレスの一部で、ピンク色をした砂岩を外壁に用いた5階建ての建造物で、953の小窓が通りに面している。この小窓から宮廷の女性たちが自らの姿を外から見られることなく、街の様子を見たり、祭を見て楽しむことができるようになっている。
また、この小窓を通して風（हवा ハワー）が循環することにより、暑いときでも涼しい状態に保たれるような構造となっており、これがこの宮殿の名前の由来ともなっている。